# Пресс Йосиф Ісаакович
Пресс Йосиф Ісаакович (13 січня 1881 року, Вільно — 4 жовтня 1924 року, Рочестер, штат Нью-Йорк) — російський віолончеліст, випускник Петроградської консерваторії. Виступав в концертах товариства Єврейської народної музики зі скрипалями Яковом Хейфецом і Єфремом Цимбалістом, співаком Федором Шаляпіним. У 1921 році емігрував в США зі своїм братом, Михайлом Прессом.

Помер в США від пневмонії.
У восьмирічному віці залишився без батька. Музиці навчався в Музичному училищі Харківського відділення Російського музичного товариства (РМТ) у педагога С. С. Глазера. У 1902 році закінчив Московську консерваторію по класу віолончелі (педагог Альфред Едмундович Ґлен).
Надалі консультувався у німецького віолончеліста Юліуса Кленгеля і каталонського віолонеліста Пабло Касальса. З 1898 року виступав з концертами, як соліст і ансамбліст. Давав концерти з польським скрипалем П. Коханським, російським співаком Федором Шаляпіним, К. М. Ігумновим, B. І. Сафоновим, зі своїм братом Михайлом Ісааковичем Прессом, виступав в ансамблях з Л. В. Ніколаєвим та іншими піаністами.
З 1916 по 1918 рік працював професором Петроградської консерваторії, в 1918 році був професором Київської, потім працював в Одеській консерваторії. У 1921 році емігрував разом з братом з СРСР до США. Давав концерти в Європі і Америці.
З 1922 року викладав в Істменській школі музики американського міста Рочестер, штат Нью-Йорк.